# Mooskopf
De Mooskopf is een 2532 meter hoge bergtop in de Kaunergrat in de Ötztaler Alpen in het Oostenrijkse Tirol.
De normale beklimmingsroute begint in Feichten (gemeente Kaunertal) in het Kaunertal. Vanaf hier voert de route over de Verpeilalpe (ook: Verpeilalm) langs het bergriviertje Verpeilbach naar de Verpeilhütte (2016 meter) in het Verpeiltal. Vanaf de Verpeilhütte loopt een pad in zuidelijke richting. Ongeveer een kilometer verder in zuidelijke richting splitst de weg zich; hier moet rechts worden afgeslagen. Na korte tijd naar het westen te hebben gelopen, splitst de weg zich opnieuw. Vanaf hier loopt een pad in westelijke richting naar de top van de Mooskopf. De weg naar het zuidwesten voert naar de top van de nabijgelegen Madatschkopf.